# Borbak Trufiádok
Borbak Trufiádok (Trufa) J. R. R. Tolkien A Gyűrűk Ura című művének egyik kitalált szereplője. Peter Jackson filmadaptációjában Dominic Monaghan formálja meg.

## Nevei
- Kalimac „Kali” Brandagamba neve hobbit/nyugori (közös) nyelven[1]
- Meriadoc „Merry” Brandybuck (Tolkien „fordítása” nyugoriból angolra)
- Borbak „Trufa” Trufiádok  (Réz Ádám fordítása Tolkien nyomán)
- Holdwine,[2] Trufa neve a rohírok között a Gyűrűháború után

## Élete
Borbak Trufiádok – Hobbit, Megye-lakó. Borbak Saradok fia, kalandozó, Bakfölde Ura. Fiatalkorában Zsákos Frodó közeli barátja volt, 3018-ban vele együtt Völgyzugolyba ment, ahol a Gyűrű Szövetségének tagja lett. A  Szövetséggel utazott egészen Parth Galenig, ahol Pippinnel az urukok fogságába esett. Az urukokat, amelyek Vasudvardba akarták vinni a hobbitokat, útközben megtámadták a rohírok. Megszöktek, és a Fangorn erdőben találkoztak Szilszakáll-lal, az enttel, és komoly szerepet játszottak abban, hogy ezek a lények támadást indítottak Vasudvard ellen. Trufa később Théoden király szolgálatába állt, akivel Edorasba ment. Amikor a rohírok Gondorba vonultak, Éowynnel Minas Tirith elé lovagolt. Trufa majdnem meghalt a Fekete Lehelet miatt, de Aragorn meggyógyította. A Gyűrűháború után Rohan lovagjává ütötték, majd visszatért a Megyébe, ahol a morotvai csatában a hobbit-csapatok egyik vezére volt. Apja halála után Bakfölde Ura lett. Feleségül vette Bögyös Estellát, barátja, Fredegár húgát. Gondorban halt meg. Számos mű szerzője, ő írta például a Megyei füveskönyvet, az Esztendők számlálását, és A Megye régi szavairól és neveiről szóló értekezést. Beceneve: Trufa. Eredeti hobbit neve Kalimac volt, amit általában Kalinak rövidítettek.